# Diodogorgia nodulifera
Diodogorgia nodulifera is een zachte koraalsoort uit de familie Anthothelidae. De koraalsoort komt uit het geslacht Diodogorgia. Diodogorgia nodulifera werd in 1901 voor het eerst wetenschappelijk beschreven door Hargitt & Rogers. 